# Берегово-Сыресевское сельское поселение
Берегово-Сыресевское се́льское поселе́ние — муниципальное образование в Ичалковском районе Мордовии Российской Федерации.
Административный центр — село Береговые Сыреси.

## История
Статус и границы сельского поселения установлены Законом Республики Мордовия от 1 декабря 2004 года № 98-З «Об установлении границ муниципальных образований Ичалковского муниципального района, Ичалковского муниципального района и наделении их статусом сельского поселения и муниципального района».
Законом от 27 ноября 2008 года, было упразднено Болдасевское сельское поселение (сельсовет), а его населённые пункты были включены в Берегово-Сыресевское сельское поселение (сельсовет).
Законом от 17 мая 2018 года N 42-З Тархановское сельское поселение и сельсовет были упразднены, а входившие в их состав населённые пункты были включены в состав Берегово-Сыресевского сельского поселения и сельсовета с административным центром в селе Береговые Сыреси.

## Население
| 2002  | 2010  | 2012  | 2013  | 2014  | 2015  | 2016  |
| ----- | ----- | ----- | ----- | ----- | ----- | ----- |
| 1606  | ↘1356 | ↘1298 | ↘1264 | ↘1202 | ↘1157 | ↘1123 |
| 2017  | 2018  | 2019  | 2020  | 2021  |       |       |
| ↘1092 | ↘1055 | ↘1033 | ↗1495 | ↘1466 |       |       |

## Состав сельского поселения
| №  | Населённый пункт         | Тип населённого пункта       | Население |
| -- | ------------------------ | ---------------------------- | --------- |
| 1  | Барахманское лесничество | посёлок                      | ↘18       |
| 2  | Береговые Сыреси         | село, административный центр | ↘294      |
| 3  | Ведянцы                  | село                         | ↘155      |
| 4  | Болдасево                | село                         | ↘204      |
| 5  | Инелей                   | посёлок                      | ↘198      |
| 6  | Камчатка                 | посёлок                      | ↘4        |
| 7  | Красный Яр               | посёлок                      | ↘0        |
| 8  | Папулево                 | село                         | ↘396      |
| 9  | Селищи                   | село                         | ↘429      |
| 10 | Сосновка                 | посёлок                      | ↘14       |
| 11 | Тарханово                | село                         | ↘316      |
| 12 | Ташкино                  | посёлок                      | ↗11       |

## Люди, связанные с поселением
Береговые Сыреси — родина учёного-зоотехника А. И. Андреева, Селищи — родина биолога В. В. Ревина, Папулево — родина Героя Советского Союза Ф. С. Кемайкина).
Берегово-Сыресевское двухклассное училище основано в 1876 году И. Н. Ульяновым.